# Marc Silvestri
Marc Silvestri (Palm Beach, 3 maart 1958) is een Amerikaans comictekenaar. Hij was in 1992 een van de oprichters van Image Comics, waarbinnen hij uitgeverij Top Cow Productions (TCP) begon.
Na wat werk voor DC Comics vestigde Silvestri zijn naam in de comicwereld bij Marvel Comics. Daarvoor tekende hij onder meer Web of Spider-Man, Wolverine en Uncanny X-Men, waarvoor hij de personages Mister Sinister en Jubilee bedacht.

## Image Comics
Silvestri raakte bij Marvel op den duur ontevreden over het feit dat alles wat hij bedacht automatisch eigendom werd van de uitgeverij. Daarom begon hij in 1992 samen met Todd McFarlane, Jim Lee, Jim Valentino, Rob Liefeld en Erik Larsen de uitgeverij Image Comics, waarbinnen de creatieve ideeën eigendom waren van de bedenker daarvan. Silvestri's eerste werk bij zijn eigen tak binnen de uitgeverij, Top Cow Productions, was zijn titel Cyberforce. Later begon hij persoonlijk onder meer de titels The Darkness (1996) en Hunter-Killer (2005).
Naarmate Top Cow langer bestond, werd Silvestri naast tekenaar meer en meer uitgever. Zo verschenen er langzaam maar zeker steeds meer titels onder de imprint waar Silvestri creatief weinig tot niets (meer) zelf aan bijdroeg, zoals Witchblade (1995), Fathom (1998), Tomb Raider (1999) en Rising Stars (1999).

## Trivia
Silvestri heeft regelmatig samengewerkt met zijn broer, Eric Silvestri. Deze schreef dan de verhalen die Marc tekende.
- Biblioteca Nacional de España: XX1088174
- Bibliothèque nationale de France: cb12738970v (data)
- Catàleg d'autoritats de noms i títols de Catalunya: 981058510087606706
- Gemeinsame Normdatei: 1073333663
- International Standard Name Identifier: 0000 0001 1556 4579
- Library of Congress Control Number: no98114349
- Nationale Bibliotheek van Tsjechië: jn20020717532
- Nationale Bibliotheek van Israël: 987012502009105171
- Nederlandse Thesaurus van Auteursnamen: 341697796
- Système universitaire de documentation: 197586368
- Virtual International Authority File: 24727340
- WorldCat: E39PBJkdpyMBk6fqgYHBh8pkjC